# Tomás Lagomarsino
Tomás Ignacio Lagomarsino Guzmán (Santiago, 13 de julio de 1990) es un médico cirujano, docente y activista político chileno. Desde 2022 ejerce como diputado por el distrito 7 en la Región de Valparaíso como candidato independiente en un cupo del Partido Radical de Chile, partido del cual es militante desde el 5 de marzo de 2022.

## Biografía

### Carrera política
Para la elección de convencionales constituyentes de 15 y 16 de mayo de 2021, presentó su candidatura a la Convención Constitucional en calidad de independiente, en La Lista del Pueblo, por el 7° Distrito, Región de Valparaíso. Obtuvo 12 611 votos, correspondientes al 3,81% del total de los sufragios válidos, sin ser electo.
Tras la elección de convencionales constituyentes, en agosto inscribe su candidatura independiente, en cupo del Partido Radical, en Nuevo Pacto Social, a la Cámara de Diputadas y Diputados, por el 7° Distrito, comunas de Viña del Mar, Algarrobo, Valparaíso, Cartagena, Casablanca, Concón, San Antonio, El Quisco, El Tabo, Rapa Nui, Juan Fernández y Santo Domingo, Región de Valparaíso, período 2022-2026. Fue electo con la primera mayoría en el distrito con 26 379 votos, correspondientes al 7,40% del total de los sufragios válidamente emitidos.